# 1996-os labdarúgó-Európa-bajnokság (selejtező – 8. csoport)
Az 1996-os labdarúgó-Európa-bajnokság selejtezőjének 8. csoportjának mérkőzéseit tartalmazó lapja. A csoportban Oroszország, Görögország, Skócia, Finnország, a Ferörer-szigetek és San Marino szerepelt. A csapatok körmérkőzéses, oda-visszavágós rendszerben játszottak egymással.
Oroszország és Skócia kijutott az 1996-os labdarúgó-Európa-bajnokságra.

## Tabella
| Hely. | Csapat      | M  | Gy | D | V  | G+ | G– | Gk  | P  | Továbbjutás                            |     | Oroszország | Skócia | Görögország | Finnország | Feröer | San Marino |
| ----- | ----------- | -- | -- | - | -- | -- | -- | --- | -- | -------------------------------------- | --- | ----------- | ------ | ----------- | ---------- | ------ | ---------- |
| 1.    | Oroszország | 10 | 8  | 2 | 0  | 34 | 5  | +29 | 18 | Kijutott az 1996-os Európa-bajnokságra |     | —           | 0–0    | 2–1         | 3–1        | 3–0    | 4–0        |
| 2.    | Skócia      | 10 | 7  | 2 | 1  | 19 | 3  | +16 | 16 | Kijutott az 1996-os Európa-bajnokságra |     | 1–1         | —      | 1–0         | 1–0        | 5–1    | 5–0        |
| 3.    | Görögország | 10 | 6  | 0 | 4  | 23 | 9  | +14 | 12 |                                        |     | 0–3         | 1–0    | —           | 4–0        | 5–0    | 2–0        |
| 4.    | Finnország  | 10 | 5  | 0 | 5  | 18 | 18 | 0   | 10 |                                        | 0–6 | 0–2         | 2–1    | —           | 5–0        | 4–1    |            |
| 5.    | Feröer      | 10 | 2  | 0 | 8  | 10 | 35 | −25 | 4  |                                        | 2–5 | 0–2         | 1–5    | 0–4         | —          | 3–0    |            |
| 6.    | San Marino  | 10 | 0  | 0 | 10 | 2  | 36 | −34 | 0  |                                        | 0–7 | 0–2         | 0–4    | 0–2         | 1–3        | —      |            |

## Mérkőzések
Az időpontok helyi idő szerint értendők.
| 1994. szeptember 7. 19:00 |

| Finnország | 0–2               | Skócia                  |
| ---------- | ----------------- | ----------------------- |
|            | (0–1) Jegyzőkönyv | Shearer 29' Collins 65' |

| Olimpiai Stadion, Helsinki Nézőszám: 12 845 Játékvezető: Ryszard Wójcik (lengyel) |

| 1994. szeptember 7. 17:00 |

| Feröer             | 1–5               | Görögország                                           |
| ------------------ | ----------------- | ----------------------------------------------------- |
| Müller 88' (öngól) | (0–2) Jegyzőkönyv | Saravakos 11' Tsalouchidis 17' 86' Alexandris 54' 61' |

| Svangaskarð, Toftir Nézőszám: 2412 Játékvezető: Michel Piraux (belga) |

| 1994. október 12. 19:00 |

| Oroszország                                           | 4–0               | San Marino |
| ----------------------------------------------------- | ----------------- | ---------- |
| Karpin 43' Kolyvanov 63' Nyikiforov 64' Radcsenko 67' | (1–0) Jegyzőkönyv |            |

| Luzsnyiki Stadion, Moszkva Nézőszám: 5500 Játékvezető: Alain Hamer (luxemburgi) |

| 1994. október 12. 19:00 |

| Görögország                                 | 4–0               | Finnország |
| ------------------------------------------- | ----------------- | ---------- |
| Markos 22' Batista Lima 69' Machlas 76' 89' | (1–0) Jegyzőkönyv |            |

| Kaftanzoglio Stadium, Szaloniki Nézőszám: 7704 Játékvezető: Philippe Leduc (francia) |

| 1994. október 12. 20:00 |

| Skócia                                             | 5–1               | Feröer     |
| -------------------------------------------------- | ----------------- | ---------- |
| McGinlay 5' Booth 34' Collins 41' 72' McKinlay 61' | (3–0) Jegyzőkönyv | Müller 75' |

| Hampden Park, Glasgow Nézőszám: 20 885 Játékvezető: Terje Hauge (norvég) |

| 1994. november 16. 19:00 |

| Finnország                                       | 5–0               | Feröer |
| ------------------------------------------------ | ----------------- | ------ |
| Sumiala 36' Litmanen 52' 71' Paatelainen 74' 83' | (1–0) Jegyzőkönyv |        |

| Olimpiai Stadion, Helsinki Nézőszám: 2420 Játékvezető: Gylfi Thór Orrason (izlandi) |

| 1994. november 16. 20:00 |

| Görögország                 | 2–0               | San Marino |
| --------------------------- | ----------------- | ---------- |
| Machlas 21' Frantzeskos 84' | (1–0) Jegyzőkönyv |            |

| Olimpiai Stadion, Athén Nézőszám: 2859 Játékvezető: Haim Lipkovitz (izraeli) |

| 1994. november 16. 20:00 |

| Skócia    | 1–1               | Oroszország   |
| --------- | ----------------- | ------------- |
| Booth 18' | (1–1) Jegyzőkönyv | Radcsenko 24' |

| Hampden Park, Glasgow Nézőszám: 31 254 Játékvezető: Bo Karlsson (svéd) |

| 1994. december 14. 19:00 |

| Finnország                  | 4–1               | San Marino |
| --------------------------- | ----------------- | ---------- |
| Paatelainen 24' 30' 86' 90' | (2–1) Jegyzőkönyv | Valle 34'  |

| Olimpiai Stadion, Helsinki Nézőszám: 3140 Játékvezető: Hermann Albrecht (német) |

| 1994. december 18. 20:00 |

| Görögország                | 1–0               | Skócia |
| -------------------------- | ----------------- | ------ |
| Apostolakis 16' (11-esből) | (1–0) Jegyzőkönyv |        |

| Olimpiai Stadion, Athén Nézőszám: 7976 Játékvezető: John Blankenstein (holland) |

| 1995. március 29. 20:00 |

| Oroszország | 0–0         | Skócia |
| ----------- | ----------- | ------ |
|             | Jegyzőkönyv |        |

| Luzsnyiki Stadion, Moszkva Nézőszám: 13 939 Játékvezető: Hartmut Strampe (német) |

| 1995. március 29. 19:00 |

| San Marino | 0–2               | Finnország               |
| ---------- | ----------------- | ------------------------ |
|            | (0–1) Jegyzőkönyv | Litmanen 45' Sumiala 66' |

| Stadio Olimpico, Serravalle Nézőszám: 824 Játékvezető: David Suheil (izraeli) |

| 1995. április 26. 21:00 |

| Görögország | 0–3               | Oroszország                                            |
| ----------- | ----------------- | ------------------------------------------------------ |
|             | (0–1) Jegyzőkönyv | Nyikiforov 37' Zagorakis 78' (öngól) Beszcsasztnih 79' |

| Kaftanzoglio Stadium, Szaloniki Nézőszám: 29 616 Játékvezető: Loris Stafoggia (olasz) |

| 1995. április 26. 19:00 |

| Feröer | 0–4               | Finnország                                       |
| ------ | ----------------- | ------------------------------------------------ |
|        | (0–0) Jegyzőkönyv | Hjelm 54' Paatelainen 74' Lindberg 77' Helin 82' |

| Svangaskarð, Toftir Nézőszám: 1338 Játékvezető: Alan Howells (walesi) |

| 1995. április 26. 20:05 |

| San Marino | 0–2               | Skócia                     |
| ---------- | ----------------- | -------------------------- |
|            | (0–1) Jegyzőkönyv | Collins 20' Calderwood 86' |

| Stadio Olimpico, Serravalle Nézőszám: 1484 Játékvezető: Loizos Loizou (ciprusi) |

| 1995. május 6. 19:00 |

| Oroszország                              | 3–0               | Feröer |
| ---------------------------------------- | ----------------- | ------ |
| Kechinov 62' Pisarev 71' Mukhamadiev 78' | (0–0) Jegyzőkönyv |        |

| Luzsnyiki Stadion, Moszkva Nézőszám: 5024 Játékvezető: Sergo Kvaratskhelia (grúz) |

| 1995. május 25. 16:00 |

| Feröer                                     | 3–0               | San Marino |
| ------------------------------------------ | ----------------- | ---------- |
| J.Hansen 5' Jens Rasmussen 8' Johnsson 62' | (2–0) Jegyzőkönyv |            |

| Svangaskarð, Toftir Nézőszám: 3450 Játékvezető: Brendan Shorte (ír) |

| 1995. június 7. 19:00 |

| Feröer | 0–2               | Skócia                    |
| ------ | ----------------- | ------------------------- |
|        | (0–2) Jegyzőkönyv | McKinlay 20' McGinlay 29' |

| Svangaskarð, Toftir Nézőszám: 3881 Játékvezető: Vladimír Hriňák (szlovák) |

| 1995. június 7. 20:00 |

| San Marino | 0–7               | Oroszország                                                                                                   |
| ---------- | ----------------- | --- |
|            | (0–2) Jegyzőkönyv | Dobrovolski 22' (11-esből) Kulkov 38' Kiryakov 49' Shalimov 50' Beszcsasztnih 59' Kolyvanov 64' Cheryshev 89' |

| Stadio Olimpico, Serravalle Nézőszám: 1367 Játékvezető: Karel Bohunek (cseh) |

| 1995. június 11. 19:00 |

| Finnország                        | 2–1               | Görögország    |
| --------------------------------- | ----------------- | -------------- |
| Litmanen 44' (11-esből) Hjelm 54' | (1–1) Jegyzőkönyv | Nikolaídisz 6' |

| Olimpiai Stadion, Helsinki Nézőszám: 10 518 Játékvezető: Hellmut Krug (német) |

| 1995. augusztus 16. 19:00 |

| Finnország | 0–6               | Oroszország                                               |
| ---------- | ----------------- | --------------------------------------------------------- |
|            | (0–3) Jegyzőkönyv | Kulkov 32' 50' Karpin 40' Radcsenko 42' Kolyvanov 66' 69' |

| Olimpiai Stadion, Helsinki Nézőszám: 14 210 Játékvezető: Puhl Sándor (magyar) |

| 1995. augusztus 16. 20:00 |

| Skócia      | 1–0               | Görögország |
| ----------- | ----------------- | ----------- |
| McCoist 71' | (0–0) Jegyzőkönyv |             |

| Hampden Park, Glasgow Nézőszám: 33 910 Játékvezető: Peter Mikkelsen (dán) |

| 1995. szeptember 6. 17:00 |

| Feröer                     | 2–5               | Oroszország                                                                  |
| -------------------------- | ----------------- | ---------------------------------------------------------------------------- |
| Jarnskor 11' T.Jónsson 55' | (1–1) Jegyzőkönyv | Mostovoi 9' (11-esből) Kiryakov 60' Kolyvanov 65' Tsymbalar 83' Shalimov 86' |

| Svangaskarð, Toftir Nézőszám: 1792 Játékvezető: Alan Snoddy (északír) |

| 1995. szeptember 6. 20:30 |

| San Marino | 0–4               | Görögország                                              |
| ---------- | ----------------- | -------------------------------------------------------- |
|            | (0–2) Jegyzőkönyv | Tsalouchidis 6' Jeorjiádisz 32' Alexandris 59' Donis 80' |

| Stadio Olimpico, Serravalle Nézőszám: 886 Játékvezető: Milan Mitrovič (szlovén) |

| 1995. szeptember 6. 20:00 |

| Skócia    | 1–0               | Finnország |
| --------- | ----------------- | ---------- |
| Booth 11' | (1–0) Jegyzőkönyv |            |

| Hampden Park, Glasgow Nézőszám: 35 018 Játékvezető: Vasiliy Melnichuk (ukrán) |

| 1995. október 11. 20:30 |

| San Marino      | 1–3               | Feröer                |
| --------------- | ----------------- | --------------------- |
| M.Valentini 55' | (0–2) Jegyzőkönyv | T.Jónsson 40' 45' 61' |

| Stadio Olimpico, Serravalle Nézőszám: 928 Játékvezető: Roland Beck (liechtensteini) |

| 1995. október 11. 22:00 |

| Oroszország           | 2–1               | Görögország      |
| --------------------- | ----------------- | ---------------- |
| Kovtun 35' Onopko 70' | (1–0) Jegyzőkönyv | Tsalouchidis 63' |

| Luzsnyiki Stadion, Moszkva Nézőszám: 19 190 Játékvezető: Gerd Grabher (osztrák) |

| 1995. november 15. 19:00 |

| Oroszország                           | 3–1               | Finnország   |
| ------------------------------------- | ----------------- | ------------ |
| Radcsenko 40' Kulkov 55' Kiryakov 70' | (1–1) Jegyzőkönyv | Suominen 44' |

| Luzsnyiki Stadion, Moszkva Nézőszám: 6000 Játékvezető: Markus Merk (német) |

| 1995. november 15. 19:30 |

| Görögország                                                      | 5–0               | Feröer |
| ---------------------------------------------------------------- | ----------------- | ------ |
| Alexandris 59' Nikolaídisz 62' Machlas 66' Donis 76' Tsartas 80' | (0–0) Jegyzőkönyv |        |

| Theodoros Vardinogiannis Stadium, Heraklion Nézőszám: 9088 Játékvezető: Mitko Mitrev (bolgár) |

| 1995. november 15. 20:00 |

| Skócia                                                        | 5–0               | San Marino |
| ------------------------------------------------------------- | ----------------- | ---------- |
| Jess 31' Booth 45' McCoist 50' Nevin 71' Francini 90' (öngól) | (2–0) Jegyzőkönyv |            |

| Hampden Park, Glasgow Nézőszám: 29 492 Játékvezető: Karel Bohunek (cseh) |